# Kraftwerk Ratchaburi
Das Kraftwerk Ratchaburi ist ein Kraftwerk nahe der Stadt Ratchaburi, Provinz Ratchaburi, Thailand. Es besteht aus einem konventionellen, mit Erdgas betriebenen Wärmekraftwerk und zwei GuD-Kraftwerken.
Mit einer installierten Leistung von 4870 (bzw. 5.045) MW ist Ratchaburi das leistungsstärkste Kraftwerk in Thailand (Stand Mai 2020). Mit dem Bau des Kraftwerks wurde 1996 begonnen; es ging 2000 in Betrieb.

## Kraftwerksblöcke
Das Kraftwerk besteht aus drei Anlagen. Die folgende Tabelle gibt einen Überblick:
| Anlage | Block | Einheit | Max. Leistung (MW) | Betriebsbeginn | Turbine | Generator | Dampfkessel     |
| ------ | ----- | ------- | ------------------ | -------------- | ------- | --------- | --------------- |
| 1      | 1     |         | 700 (bzw. 735)     | 2000           | MHI     | Melco     | MHI             |
|        | 2     |         | 700 (bzw. 735)     | 2000           | MHI     | Melco     | MHI             |
| 2      | 1     | 1       | 230                | 2002           | GE      | Hitachi   | Babcock-Hitachi |
|        |       | 2       | 230                | 2002           | GE      | Hitachi   | Babcock-Hitachi |
|        |       | 3       | 230                | 2002           | GE      | Hitachi   |                 |
|        | 2     | 1       | 230                | 2002           | GE      | Hitachi   | Babcock-Hitachi |
|        |       | 2       | 230                | 2002           | GE      | Hitachi   | Babcock-Hitachi |
|        |       | 3       | 230                | 2002           | GE      | Hitachi   |                 |
|        | 3     | 1       | 230                | 2002           | GE      | Hitachi   | Babcock-Hitachi |
|        |       | 2       | 230                | 2002           | GE      | Hitachi   | Babcock-Hitachi |
|        |       | 3       | 230                | 2002           | GE      | Hitachi   |                 |
| 3      | 1     | 1       | 230                | 2008           | MHI     | Melco     | MHI             |
|        |       | 2       | 230                | 2008           | MHI     | Melco     | MHI             |
|        |       | 3       | 240                | 2008           | MHI     | Melco     |                 |
|        | 2     | 1       | 230                | 2008           | MHI     | Melco     | MHI             |
|        |       | 2       | 230                | 2008           | MHI     | Melco     | MHI             |
|        |       | 3       | 240                | 2008           | MHI     | Melco     |                 |

Die Blöcke der Anlagen 2 und 3 bestehen aus je zwei Gasturbinen sowie einer nachgeschalteten Dampfturbine. An beide Gasturbinen ist jeweils ein Abhitzedampferzeuger angeschlossen; die Abhitzedampferzeuger versorgen dann die Dampfturbine.

## Eigentümer
Die Anlagen 1 und 2 des Kraftwerks sind im Besitz der Ratchaburi Electricity Generating Company Ltd (REGC) und werden auch von REGC betrieben. Die Anlage 3 ist im Besitz der Ratchaburi Power Company Ltd (RPC) und wird auch von RPC betrieben. REGC ist eine 100 %ige Tochter der Ratchaburi Electricity Generating Holding PCL (REGH); RPC ist zu 25 % im Besitz der REGH. Größter Anteilseigner der REGH war 2010 die Electricity Generating Authority of Thailand (EGAT).